# Pierre Alexandre Godard-Poussignol
Pierre Alexandre Godard-Poussignol est un homme politique français né le 14 juillet 1793 à Chailly-sur-Armançon (Côte-d'Or) et mort le 19 août 1872 à Chailly-sur-Armançon.

## Biographie
Avocat, conseiller général du canton de Liernais, il est député de la Côte-d'Or de 1848 à 1849, siégeant avec le groupe d'Odilon Barrot.

## Sources
- « Pierre Alexandre Godard-Poussignol », dans Adolphe Robert et Gaston Cougny, Dictionnaire des parlementaires français, Edgar Bourloton, 1889-1891 [détail de l’édition]